# Willy Mullens
Willibrordus (Willy) Mullens (Weesp, 4 oktober 1880 – Den Haag, 21 april 1952) was een Nederlandse filmproducent en -regisseur. Hij is een pionier van de Nederlandse cinema, en een van zijn vroege films is gekozen als een van de canonieke Nederlandse films.
Mullens begon, samen met zijn broer Bernard Mullens, een van de eerste Nederlandse productiebedrijven, Alberts Frères, rond de eeuwwisseling. Al gauw produceerde hij documentaires die zelfs koninklijke premières hadden. Zijn tweede bedrijf, Haghefilm, domineerde de Nederlandse markt voor films tussen de twee wereldoorlogen.

## Begin in de filmindustrie

### Vroege carrière
Voordat hij films begon te maken werkte Willy Mullens op de kermis in Den Haag als menselijke kanonskogel. Hij werd ontslagen in 1897 toen zijn act mislukte omdat een kangoeroe hem knock-out had geslagen. Zijn moeder nam hem en zijn broer Bernard mee naar Parijs, waar ze de films van de gebroeders Lumière zagen in de Salon Indien van het Grand Café aan de Boulevard des Capucines. Met financiële hulp van hun moeder kochten de broers een aantal van de films, en begonnen deze in 1899 in een reisbioscoop te vertonen. Voor hun bedrijf kozen ze de Franse naam "Alberts Frères," omdat de filmmarkt in die tijd door Fransen gedomineerd werd.

### Alberts Frères
In 1914 begon het bedrijf zijn films in de zalen en theaters te vertonen, voornamelijk in de winter, en al gauw waren hun films een van de meest populaire attracties op kermissen door het hele land.
Naast het vertonen van aangekochte films begon Alberts Frères ze al gauw zelf te maken. De broers specialiseerden zich in practical jokes en slapstick. Ze trokken aandacht ook in de pers en hun reputatie groeide gestaag. Hun meest succesvolle productie is tevens een van de oudste Nederlandse films; De mésaventure van een Fransch heertje zonder pantalon aan het strand te Zandvoort (1905) werd in 2007 opgenomen in de Canon van de Nederlandse film. De zes minuten lange film, in acht scènes, werd gefilmd door Albert en geregisseerd door Willy, die ook de hoofdrol moest vertolken nadat de oorspronkelijke hoofdrolspeler van zijn verloofde niet zonder broek voor de camera mocht.
Tijdens de Eerste Wereldoorlog werd het bedrijf ingehuurd door het gezantschap van keizer Wilhelm II van Duitsland om Duitse schoolkinderen te filmen die de verjaardag van koningin Wilhelmina vierden. De Duitse BuFa ("Bild- und Filmamt") zou de film voor de Duitse markt aankopen om de verhoudingen tussen de twee landen te versterken; het is niet bekend of dit ook gebeurd is.

### Haghefilm
"Haghefilm" (genoemd naar Den Haag) werd in 1914 opgericht door Willy Mullens, en vestigde al gauw een reputatie als het grootste en bekendste productiebedrijf in Nederland. Later werd Mullens een bekende producent van documentaires. Zijn Holland Neutraal: Leger en Vlootfilm (1917) werd voor het eerst vertoond in aanwezigheid van Koningin Wilhelmina en Prins Hendrik. De twee en een half uur lange film was de eerste documentaire die massabezoek trok. De film propageerde de Nederlandse krijgsmacht (leger en marine) en was gemaakt in opdracht van Nicolaas Bosboom, Minister van Oorlog, die wilde dat de film populaire steun voor de Nederlandse neutraliteit zou genereren; aan de andere kant moest de film ook de macht van de Nederlandse troepen tonen ondanks de neutraliteit. Een saillant detail is het gebruik van dieren voor militaire doeleinden, van postduiven voor communicatie tot "mitrailleurhonden (die karretjes met machinegeweren door zwaar terrein moesten trekken."
Willy Mullens maakte tussen de Wereldoorlogen meer dan honderd promotiefilmpjes voor Nederlandse steden, die hij benaderde met het aanbod om, naar grootte van de plaats, voor 100 tot 300 gulden een korte film te maken. Deze werd vertoond in het hele land en de gemeente kon een kopie aanschaffen.
Mullens reisde twee keer naar Nederlands-Indië: in 1924 om voor de olie-industrie te filmen, en in 1926, negen maanden lang, in opdracht van de Nederlandse regering. Hij was een van de eersten die de kolonie filmde.
Het bedrijf produceerde ook filmjournaals, en was een vroege concurrent van het Polygoonjournaal.

### Nalatenschap
Naast de eer een filmpionier genoemd te worden, een van wiens films is toegelaten tot de Canon van de Nederlandse film (als een van slechts zestien), had Mullens ook een praktische invloed op de Nederlandse cinema, als een van de oprichters van het Filmarchief (1919), het eerste audio-visuele archief in Nederland.
De naam Haghefilm bestaat overigens nog steeds en wordt nu gedragen door een bedrijf in Amsterdam. Dit bedrijf werd oorspronkelijk opgericht door Willy Mullens in 1926-27 in Den Haag. In 1977-78 werd de naam veranderd in "Color Film Center", en in 1984 sloot het bedrijf de poorten als gevolg van mismanagement en concurrentie. Vier van de werknemers begonnen voor zichzelf en kochten de rechten voor de naam "Haghefilm"; het bedrijf richt zich nu op het bewerken en restaureren van archieffilm.

## Filmografie
Onder meer
- De mésaventure van een Fransch heertje zonder pantalon aan het strand te Zandvoort. 1905.
- Holland Neutraal: De Leger- en Vlootfilm. 1917.[9]
- Het Koninkrijk der Nederlanden. 1921.
- Petroleum Film. 1924.[12]
- L'Archipel des Indes Orientales Neerlandaises filme par l'Institut Colonial - Amsterdam... and other short films. 1926.[12]
- Zuiderzeewerken. 1927-1932.[9][15]